# Stal Gorzów Wielkopolski
Stal Gorzów Wielkopolski är en speedwayklubb från Gorzów Wielkopolski i Polen. De kör i Polens Speedway Ekstraliga.

## Speedwayförare

### 2024 första laget
- Adam Bednář
- Oskar Fajfer
- Jakub Miśkowiak
- Oskar Paluch
- Piotr Piotrowski-Prędki
- Jakub Stojanowski
- Anders Thomsen
- Martin Vaculík
- Szymon Woźniak

#### Polen speedwayförare
Listkriterier:
- Listan inkluderar enbart speedwayförare som representerat Polen i medaljör VM och EM i speedway.

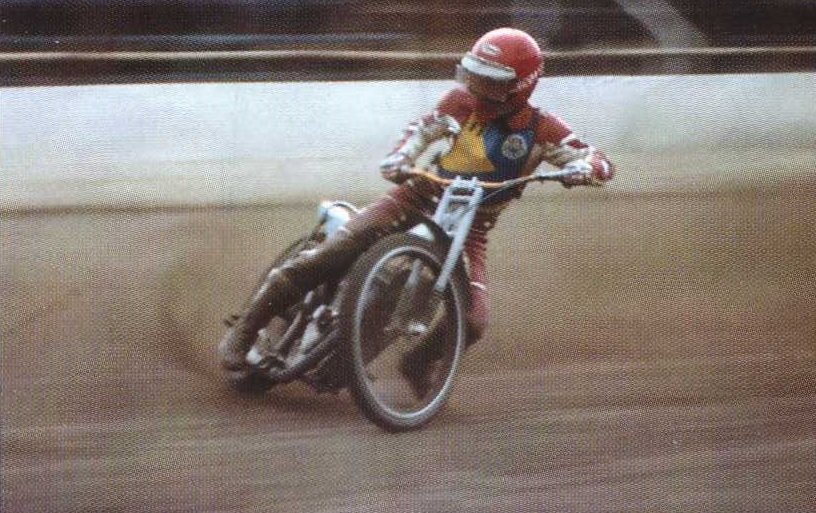
Edward Jancarz

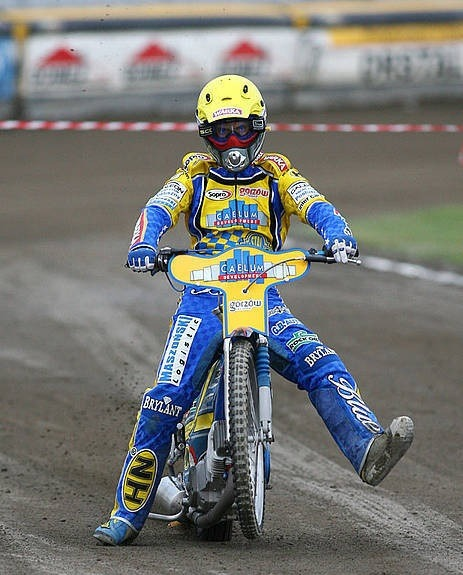
Tomasz Gollob

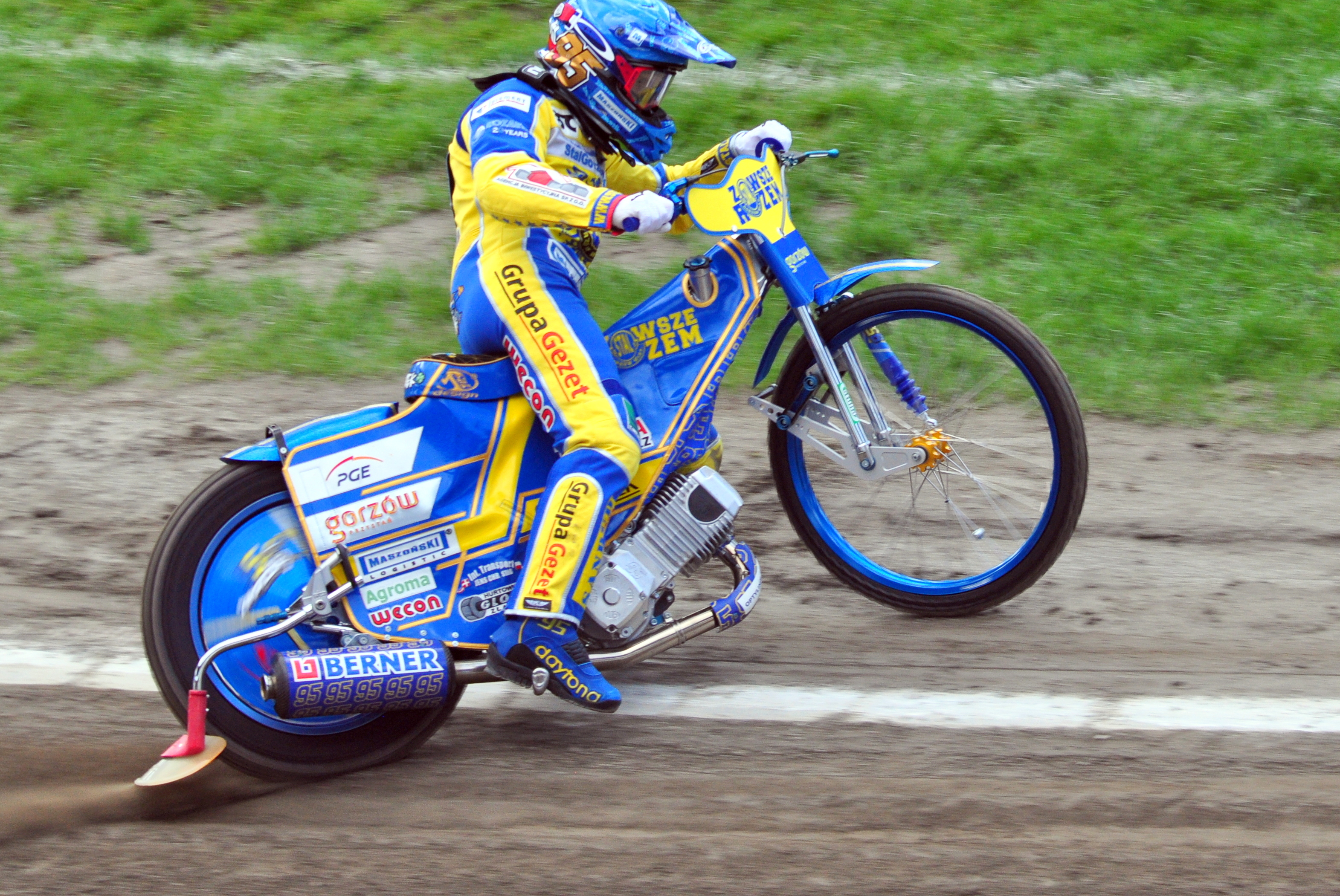
Bartosz Zmarzlik

- Krzysztof Cegielski (1996–1999)
- Adrian Cyfer (2010–2016)
- Łukasz Cyran (2008–2013)
- Ryszard Fabiszewski (1971–1982)
- Tomasz Gapiński (2010, 2013–2016)
- Tomasz Gollob (2008–2012)
- Adrian Gomólski (2013)
- Paweł Hlib (2002–2008, 2013)
- Rune Holta (2008–2009)
- Edward Jancarz (1965–1985)
- Marian Kaiser (1950–1951)
- Rafał Karczmarz (2014–2021)
- Krzysztof Kasprzak (2012–2020)
- Edmund Migoś (1956–1971)
- Jakub Miśkowiak (2024– )
- Artur Mroczka (2011–2012)
- Bogusław Nowak (1970–1984)
- Rafał Okoniewski (1999–2001, 2009)
- Oskar Paluch (2022– )
- Przemysław Pawlicki (2010, 2016–2017)
- Zenon Plech (1970–1976)
- Andrzej Pogorzelski (1963–1972)
- Bolesław Proch (1977–1980)
- Jerzy Rembas (1971–1990)
- Mariusz Staszewski (1991–1997, 2001–2002)
- Piotr Świst (1984–1997, 2000–2002)
- Grzegorz Walasek (2018)
- Szymon Woźniak (2018– )
- Bartosz Zmarzlik (2010–2022)

#### Svenska speedwayförare
- Listan inkluderar enbart svenska speedwayförare som representerat klubben i ligamatcher.

- Stefan Dannö (2001)
- Simon Gustafsson (2010)
- Kim Jansson (2006–2007)

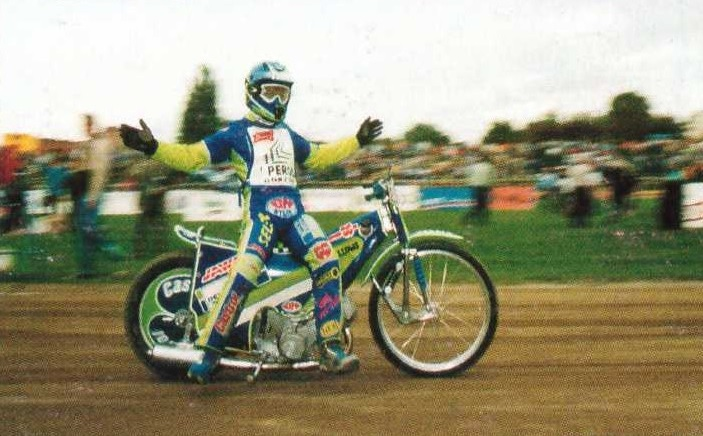
Tony Rickardsson under säsongen 1997

- Thomas H. Jonasson (2006–2009)
- Andreas Jonsson (1999–2000)
- Peter Karlsson (2008–2009)
- Niklas Klingberg (2003, 2006–2007)
- Daniel Nermark (2003–2004, 2006, 2013)
- Tony Olsson (1991)
- Tony Rickardsson (1997–1998)
- David Ruud (2006–2007, 2009–2010)
- Linus Sundström (2013–2015, 2017–2018)
- Magnus Zetterström (2003–2004, 2007)

#### Utländska speedwayförare
Listkriterier:
- Listan inkluderar enbart speedwayförare som representerat klubben i ligamatcher.

| - Craig Boyce (2000) - Jason Crump (1994, 1996, 2000–2001) - Jack Holder (2020) - Jason Lyons (1996) - Adam Bednář (2024– ) - Bohumil Brhel (1992–1994) - Lukáš Dryml (2002) - Hans Andersen (2001, 2011) - Markus Birkemose (2020– ) - Kenneth Bjerre (2005) - Kenneth Hansen (2008) - Patrick Hansen (2022) - Niels-Kristian Iversen (2011–2017, 2020) - Frederik Jakobsen (2019) - Michael Jepsen Jensen (2012, 2016) - John Jørgensen (1999) - Peter Kildemand (2019) - Nicolai Klindt (2020–2021) - Jesper B. Monberg (2002, 2007–2008) | - Nicki Pedersen (2010–2011) - Anders Thomsen (2019– ) - Joonas Kylmäkorpi (1999, 2006–2007) - Olli Tyrväinen (1991) - Klaus Lausch (1991) - Einar Kyllingstad (1992) - Mathias Pollestad (2022) - Roman Povazhny (1999) - Martin Vaculík (2017–2018, 2021– ) - Matej Žagar (2009–2012, 2014–2016) - Matej Ferjan (2007–2008) - Billy Hamill (1994–1995) - Josh Larsen (1995) - Antal Kócsó (1991–1993) - Adam Ellis (2019) - Gary Havelock (1992–1993, 1996) - Mark Loram (2005) - Chris Louis (1995) - Joe Screen (2002) |